# Synagogue de Žatec
 (septembre 2024).
La synagogue de Žatec est située dans la ville tchèque de Žatec (en allemand Saaz), classée au patrimoine mondial de l'UNESCO. Elle a été construite en 1871/72. La synagogue est un monument culturel protégé depuis 1988.

## Histoire
La synagogue a été construite selon les plans de l'architecte Johann Staniek et inaugurée au printemps 1872 par le rabbin Dr. Abraham Franck.
Le bâtiment de la synagogue a été partiellement détruit par un incendie lors du pogrom de novembre 1938 et a servi ensuite d'hôpital militaire et, après la fin de la guerre, d'entrepôt pour le matériel agricole. Après la Seconde Guerre mondiale, les services religieux eurent à nouveau lieu dans le bâtiment voisin de la synagogue jusqu'en 1954.
Le bâtiment de la synagogue a été rénové de l'extérieur et sert de musée sur la vie juive dans la région.